# Pic de Darjiling
Dendrocopos darjellensis
Espèce
Statut de conservation UICN

 LC  : Préoccupation mineure
Le Pic de Darjiling (Dendrocopos darjellensis) est une espèce d'oiseaux de la famille des Picidae.
Son aire s'étend à travers l'Himalaya, le Yunnan, le nord-est de l'Inde et l'ouest de la Birmanie.

## Liste des sous-espèces
D'après la classification de référence (version 5.1, 2015) du Congrès ornithologique international, cette espèce est constituée des sous-espèces suivantes :
- Dendrocopos darjellensis darjellensis (Blyth) 1845)
- Dendrocopos darjellensis desmursi (J. Verreaux, 1870)